# Sender Allouis
Der Sender Allouis bei Allouis (Département Cher) war seit 1939 der zentrale Rundfunksender für Lang- und Kurzwelle des französischen Rundfunks.

## Geschichte
Im Jahr 1936 begannen die Planungen für einen leistungsstarken Langwellensender in Zentralfrankreich. Daraufhin wurde der Sender Allouis erbaut und im Juli 1939 in Betrieb genommen (1648 m = 182 kHz). Er ersetzte den Langwellensender in Saint-Rémy-l’Honoré. Mit einer Sendeleistung von 2 × 450 kW war Allouis für einige Jahre der leistungsstärkste Sender der Welt. Ab Mitte 1943 trug er die Bezeichnung „Europasender West“. Bis zu seiner Zerstörung 1944 durch die abziehenden deutschen Truppen wurde eine aus vier Gittermasten bestehende Antennenanlage benutzt.
Am 19. Oktober 1952 nahm in Allouis ein neuer Langwellensender mit einer Leistung von 250 kW den Betrieb auf. Er verwendete als Antennen drei spezielle Reusenantennen, die an einem 308 Meter hohen abgespannten Stahlfachwerkmast aufgehängt waren.
1957 wurde die Sendeleistung auf 600 kW, 1974 auf 1000 kW und 1981 auf 2000 kW erhöht. Allerdings wurde nur tagsüber mit voller Leistung gesendet. 1974 wurde die Antennenanlage umgebaut. Es wurden die Reusenantennen entfernt und der Sendemast wurde auf eine Höhe von 354 Metern aufgestockt. Außerdem wurde ein zweiter 354 Meter hoher Mast errichtet, um Frankreich besser abdecken zu können.
Zum Jahreswechsel 2016/2017 wurde die Ausstrahlung des Programms France Inter auf der Langwelle 162 kHz eingestellt. Die Verbreitung von Zeitzeichen wird aber mit verminderter Sendeleistung vom gleichen Sender weitergeführt, weil diese von über 200.000 Geräten in Frankreich genutzt werden.

## Zeitzeichensender
Seit 1977 dient der Sender in Allouis (Sendefrequenz 162 kHz) nicht nur zur Ausstrahlung des Radioprogramms France Inter, sondern auch zur Verbreitung von Zeitzeichen nach dem AMDS-Verfahren mit dem Sender TDF.
Die Trägerfrequenz des Senders wird von einer Atomuhr, die sich im Stationsgebäude befindet, hergeleitet. Sie ist somit eine Eichfrequenz.